# Last Cache Nunatak
Der Last Cache Nunatak (englisch für Letzter-Speicher-Nunatak) ist ein Nunatak im Königin-Maud-Gebirge der antarktischen Ross Dependency. Er ragt als südlichster und letzter Nunatak eines Gebirgskamms an der Ostflanke des Zaneveld-Gletschers auf. Er dient als wichtige Landmarke für die Orientierung am Kopfende des Shackleton-Gletschers.
Die Südgruppe einer von 1961 bis 1962 durchgeführten Kampagne im Rahmen der New Zealand Geological Survey Antarctic Expedition benannte ihn so, weil sie hier ihr letztes Vorratslager eingerichtet hatte.